# Eukélade (satélite)
Eukélade (Ευκελαδη griego), o Júpiter XLVII, es un satélite retrógrado irregular de Júpiter. Fue descubierto por un equipo de astrónomos de la Universidad de Hawái dirigidos por Scott S. Sheppard, en el año 2003, y recibió la designación provisional de S/2003 J 1.
Eukélade tiene unos 4 kilómetros de diámetro, y orbita a Júpiter a una distancia media de 23,484 millones de km. en 735,200 días, a una inclinación de 164° con respecto a la eclíptica (165° al ecuador de Júpiter), en una dirección retrógrada y con una excentricidad de 0,2829. 
Fue nombrado en octubre de 2005 como Eukélade, descrita por algunos escritores griegos como una de las musas, y también una de las hijas de Zeus (Júpiter).

Pertenece al grupo de Carmé, compuesto por los satélites irregulares retrógrados de Júpiter con órbitas entre los 23 y 24 millones de km. y en una inclinación de alrededor de 165°.